# Amt Hohe Elbgeest
L’ Amt Hohe Elbgeest est un Amt, c'est-à-dire une forme d'intercommunalité du Schleswig-Holstein, dans l'arrondissement du duché de Lauenbourg, dans le Nord de l'Allemagne. Il regroupe 10 municipalités et 20 309 habitants (en décembre 2018).

## Source de la traduction
- (de) Cet article est partiellement ou en totalité issu de l’article de Wikipédia en allemand intitulé « Amt Hohe Elbgeest » (voir la liste des auteurs).